# Fittkauneuria adusta
Fittkauneuria adusta is een haft uit de familie Oligoneuriidae. De wetenschappelijke naam van de soort is voor het eerst geldig gepubliceerd in 1994 door Pescador & Edmunds.
De soort komt voor in het Neotropisch gebied.